# Afrika-Meisterschaften im Straßenradsport 2024
Die Afrika-Meisterschaften im Straßenradsport 2024 fanden vom 9. bis 13. Oktober rund um die kenianische Stadt Eldoret statt. Der Veranstaltungstermin wurde in den Herbst verlegt, da zum sonst üblichen Zeitpunkt im März die Afrikaspiele ausgetragen worden waren.

## Ablauf
Es wurden Wettkämpfe in den Kategorien Elite, U23 und Junioren für Männer und Frauen ausgetragen. Im Vergleich zu den Vorjahren entfielen die Mannschaftszeitfahren.
- 9. Februar: Einzelzeitfahren Juniorinnen, Junioren, Frauen, Männer
- 10. Februar: Mixed-Staffel
- 11. Februar: Straßenrennen Juniorinnen und Junioren
- 12. Februar: Straßenrennen Frauen
- 13. Februar: Straßenrennen Männer

Die Rennen für Frauen und Männer umfassten die Alterskategorien U23 und Elite. Im Einzelzeitfahren war die Wertung getrennt, im Straßenrennen konnten die U23-Fahrer am Elite-Podium teilhaben. Für beide Klassements wurde eine Siegerehrung durchgeführt mit Vergabe von Trikots und Medaillen.
Die Einzelzeitfahren, die Mixed-Staffel sowie die Straßenrennen für Juniorinnen und Junioren fanden auf demselben, etwa 11 km langen Rundkurs in Eldoret statt, der je nach Anlass unterschiedlich oft durchlaufen wurde. Die Straßenrennen der Frauen und Männer führten von Eldoret nach Iten, wo sich das Ziel befand; die Männer fuhren eine zusätzliche, gut 50 km lange Schleife rund um Iten. Der gesamte Parcours lag auf einem Plateau mehr als 2.000 Meter über dem Meeresspiegel, die Höhenunterschiede innerhalb des Parcours waren jedoch vergleichsweise gering. Die Organisation wurde vom Afrikanischen Radsportverband an die Firma Golazo übertragen, die in Kenia bereits eine Präsenz hatte.

## Beteiligung
An den Wettbewerben beteiligten sich 22 afrikanische Nationen, und zwar Ägypten, Angola, Äthiopien, Botswana, Burundi, Ghana, Guinea, Eritrea, Kenia, DR Kongo, Mali, Marokko, Mauritius, Namibia, Ruanda, Senegal, Simbabwe, Südafrika, Südsudan, Tansania, Tunesien und Uganda. Nicht zugegen war Nigeria, dessen Vertreterin Ese Ukpeseraye ihren Titel im Straßenrennen somit nicht verteidigen konnte; diese machte Probleme im Verband dafür verantwortlich.

## Ergebnisse

### Männer Elite
Einzelzeitfahren
Streckenlänge: 33,6 Kilometer. Es gab 18 Fahrer aus 11 Nationen.
| Rang | Name            | Zeit       |
| ---- | --------------- | ---------- |
| 1    | Charles Kagimu  | 41:11 min  |
| 2    | Brandon Downes  | + 0:08 min |
| 3    | Adil El Arbaoui | + 1:39 min |

Straßenrennen
Streckenlänge: 158 Kilometer. In dem gemeinsamen Rennen der Elite und U23 gab es 93 Fahrer aus 16 Nationen. 52 von ihnen konnten sich platzieren, die übrigen überschritten das Zeitlimit oder gaben auf.
| Rang | Name              | Zeit       |
| ---- | ----------------- | ---------- |
| 1    | Henok Mulubrhan   | 3:46:21 h  |
| 2    | Emile van Niekerk | + 0:02 min |
| 3    | Charles Kagimu    | gl. Zeit   |

### Frauen Elite
Einzelzeitfahren
Streckenlänge: 22,4 Kilometer. Es gab 11 Fahrerinnen aus 9 Nationen.
| Rang | Name                   | Zeit       |
| ---- | ---------------------- | ---------- |
| 1    | Lucy Young             | 31:32 min  |
| 2    | Ashleigh Moolman-Pasio | + 0:32 min |
| 3    | Melissa Hinz           | + 2:05 min |

Straßenrennen
Streckenlänge: 104,4 Kilometer. In dem gemeinsamen Rennen der Elite und U23 gab es 36 Fahrerinnen aus 18 Nationen. Ashleigh Moolman-Pasio, die prominenste afrikanische Fahrerin der WorldTour, nahm erstmals seit längerer Zeit an den Meisterschaften teil und gewann mit riesigem Abstand ihren fünften Titel.
| Rang | Name                   | Zeit       |
| ---- | ---------------------- | ---------- |
| 1    | Ashleigh Moolman-Pasio | 3:07:50 h  |
| 2    | Adiam Dawit            | + 7:21 min |
| 3    | Diane Ingabire         | gl. Zeit   |

### Mixed
Team-Staffel Es traten sechs Mannschaften an, außer den Medaillengewinnern noch Uganda, Marokko und Kenia. Frauen und Männer mussten jeweils 22,4 Kilometer zurücklegen. Marokko hatte das schnellste Männer-, aber das langsamste Frauen-Team und kam auf den fünften Platz. Ruanda hingegen siegte vor allem aufgrund der Leistung ihrer Frauen.
| Rang | Mannschaft | Zeit      |
| ---- | --- | --------- |
| 1    | Ruanda (Moïse Mugisha, Vainqueur Masengesho, Étienne Tuyizere, Diane Ingabire, Josiane Mukashema, Valentine Nzayisenga) | 1:00:06 h |
| 2    | Eritrea (Natan Medhanie, Hebron Berhane, Mikiyas Maekele, Suzana Fiseha, Yafiet Gebrekrstos, Adiam Dawit)               | 1:05:19 h |
| 3    | Äthiopien (Negasi Abreha, Gereziher Hailemaryam, Kiya Rogora, Gebregzabiher Aregawi, Hadush Asgodom, Serkalem Watango)  | 1:09:17 h |

### Männer U23
Einzelzeitfahren
Streckenlänge: 33,6 Kilometer. Es gab 22 Fahrer aus 14 Nationen. Die Männer U23 fuhren gleichzeitig mit der Elite dieselbe Strecke, wurden aber getrennt gewertet. Der Abstand zwischen den beiden ersten Fahrern betrug weniger als eine Sekunde, und die Siegerzeit hätte für den dritten Platz in der Elite gereicht.
| Rang | Name           | Zeit       |
| ---- | -------------- | ---------- |
| 1    | Paul Lomuria   | 42:40 min  |
| 2    | Lawrence Lorot | + 0,728 s  |
| 3    | Joshua Dike    | + 0:19 min |

Straßenrennen
Streckenlänge: 158 Kilometer. Im gemeinsamen Rennen mit der Elite standen 40 Fahrer der U23 am Start, die drei besten kamen auf den Plätzen 2, 6 und 7 ins Ziel und wurden mit dem U23-Podium geehrt.
| Rang | Name              | Zeit       |
| ---- | ----------------- | ---------- |
| 1    | Emile van Niekerk | 3:46:23 h  |
| 2    | Milkiyas Maekele  | + 0:04 min |
| 3    | Eric Muhoza       | gl. Zeit   |

### Frauen U23
Einzelzeitfahren
Streckenlänge: 22,4 Kilometer. Es gab 10 Fahrerinnen aus 7 Nationen. Die Frauen U23 fuhren gleichzeitig mit der Elite dieselbe Strecke, wurden aber getrennt gewertet. Die Siegerzeit hätte ansonsten für den dritten Platz in der Elite gereicht.
| Rang | Name                  | Zeit       |
| ---- | --------------------- | ---------- |
| 1    | Suzana Fiseha         | 32:37 min  |
| 2    | Adiam Dawit           | + 0:26 min |
| 3    | Gebregzabiher Aregawi | + 1:27 min |

Straßenrennen
Streckenlänge: 104,4 Kilometer. Im gemeinsamen Rennen mit der Elite standen 16 Fahrerinnen der U23 am Start, die drei besten kamen auf den Plätzen 2, 4 und 6 ins Ziel und wurden mit dem U23-Podium geehrt.
| Rang | Name              | Zeit      |
| ---- | ----------------- | --------- |
| 1    | Adiam Dawit       | 3:15:11 h |
| 2    | Jazilla Mwamikazi | gl. Zeit  |
| 3    | Suzana Fiseha     | gl. Zeit  |

### Junioren
Einzelzeitfahren
Streckenlänge: 22,4 Kilometer. Es gab 21 Fahrer aus 12 Nationen.
| Rang | Name              | Zeit       |
| ---- | ----------------- | ---------- |
| 1    | Keven Teklemariam | 28:48 min  |
| 2    | Alexander Erasmus | + 0:06 min |
| 3    | Nahom Efriem      | + 0:26 min |

Straßenrennen
Streckenlänge: 100,8 Kilometer. Es gab 35 Fahrer aus 13 Nationen. Drei der vier eritreischen Fahrer setzten sich gemeinsam vom Rest des Felds ab und kamen mit knapp drei Minuten Vorsprung ins Ziel.
| Rang | Name              | Zeit      |
| ---- | ----------------- | --------- |
| 1    | Keven Teklemariam | 2:23:38 h |
| 2    | Nahom Efriem      | gl. Zeit  |
| 3    | Siem Eyob         | gl. Zeit  |

### Juniorinnen
Einzelzeitfahren
Streckenlänge: 11,2 Kilometer. Es gingen 11 Fahrerinnen aus 7 Nationen an den Start.
| Rang | Name               | Zeit       |
| ---- | ------------------ | ---------- |
| 1    | Betiel Efrem       | 16:40 min  |
| 2    | Alaliaa Darwish    | + 0:25 min |
| 3    | Kahsay Tsige Kiros | + 0:27 min |

Straßenrennen
Streckenlänge: 67,2 Kilometer. Es gingen 16 Fahrerinnen aus 9 Nationen an den Start.
| Rang | Name           | Zeit      |
| ---- | -------------- | --------- |
| 1    | Nardos Tsegay  | 2:03:08 h |
| 2    | Nantume Miria  | gl. Zeit  |
| 3    | Eldana Bereket | gl. Zeit  |

## Medaillenspiegel
| Platz  | Land      | Gold | Silber | Bronze | Gesamt |
| ------ | --------- | ---- | ------ | ------ | ------ |
| 1      | Eritrea   | 7    | 5      | 4      | 16     |
| 2      | Südafrika | 3    | 4      | 1      | 8      |
| 3      | Uganda    | 2    | 2      | 1      | 5      |
| 4      | Ruanda    | 1    | 1      | 2      | 4      |
| 5      | Ägypten   | 0    | 1      | 0      | 1      |
| 6      | Äthiopien | 0    | 0      | 3      | 3      |
| 7      | Marokko   | 0    | 0      | 1      | 1      |
| 7      | Namibia   | 0    | 0      | 1      | 1      |
| Gesamt | Gesamt    | 13   | 13     | 13     | 39     |